# Jill Evans

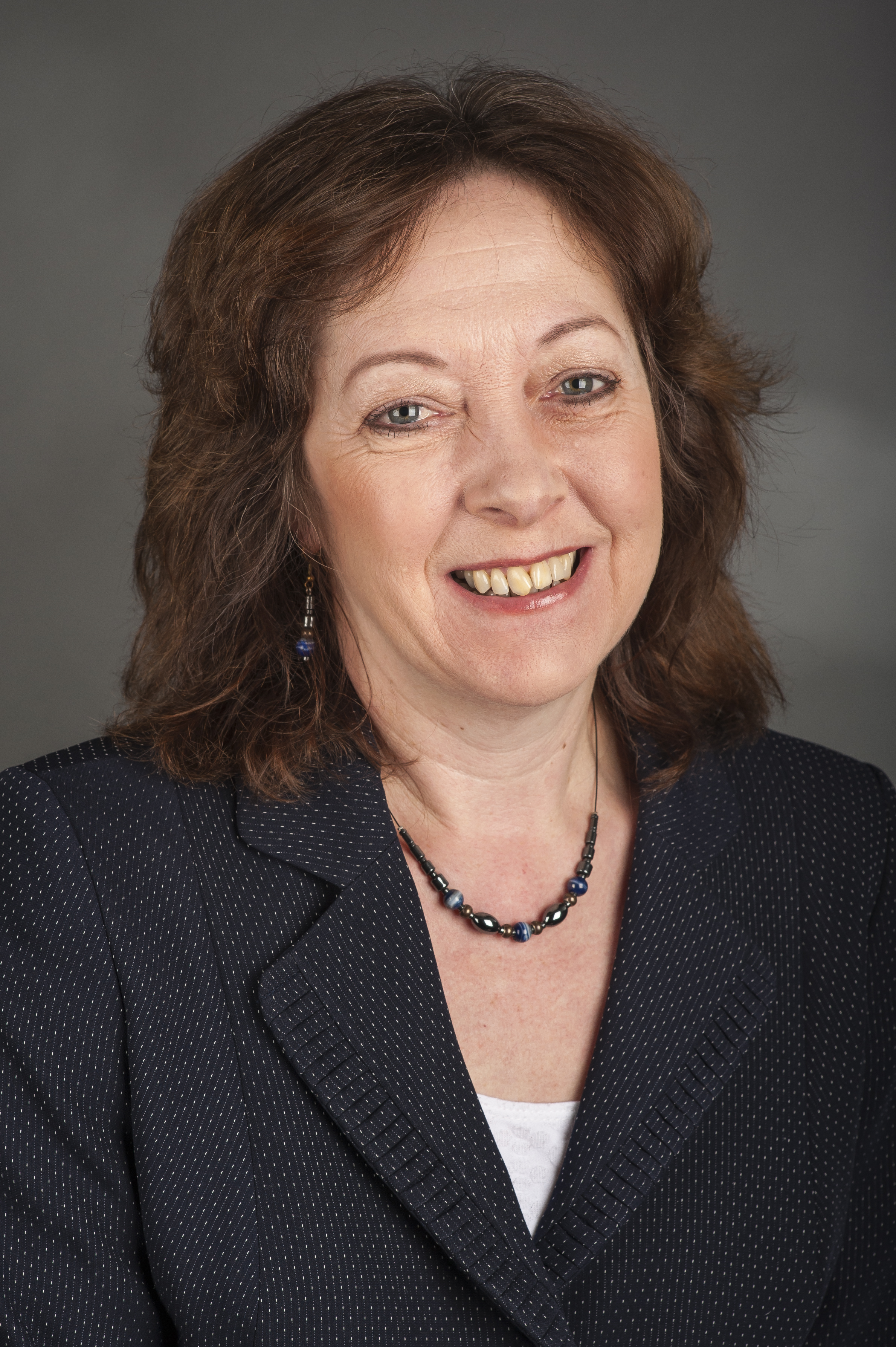
Jill Evans 2014

Jillian „Jill“ Evans (* 8. Mai 1959 in Rhondda) ist eine britische Politikerin (Plaid Cymru). Evans war seit der Europawahl 1999 Mitglied des Europäischen Parlaments für den Wahlkreis Wales und verteidigte ihr Mandat in den vier darauffolgenden Wahlen (2004, 2009, 2014, 2019), 2020 schied sie aufgrund des Brexits aus dem europäischen Parlament aus. Von 2009 bis 2014 war sie Vorsitzende der Europapartei der regionalistischen Parteien, der Europäischen Freien Allianz.

## Leben

### Ausbildung
Jill Evans wurde am 8. Mai 1959 in Ystrad Rhondda in der Grafschaft Glamorgan geboren, einem der traditionellen Bergbaureviere in Wales. Sie besuchte die Tonypandy Grammar School, anschließend die Polytechnic of Wales, Trefforest (heute University of South Wales). Nach ihrem Studium an der Universität von Aberystwyth, ging Evans zunächst zurück an die Polytechnische Schule, um dort als wissenschaftliche Mitarbeiterin tätig zu sein. Anschließend arbeitete sie für sechs Jahre bei der National Federation of Women's Institutes in Wales.

### Politisches Engagement in Wales
Bereits bevor Jill Evans in politische Ämter gewählt wurde, war sie lokal in Wales politisch aktiv. Sie engagierte sich unter anderem gegen die Stationierung amerikanischer Raketen auf dem Militärflugplatz Greenham Common der Royal Air Force.
Evans kandidierte erstmals im Wahlkreis Torfaen für die walisische Partei Plaid Cymru bei den Wahlen zum britischen Unterhaus 1987, verfehlte den Einzug jedoch deutlich (1,2 Prozent der Stimmen). 1992 wurde sie in den Rhondda Borough Council gewählt, 1993 in den Mid Glamorgan County Council. Nachdem beide fusioniert worden waren, wurde sie 1995 in den Rhondda Cynon Taf Council gewählt, in dem sie bis 1999 aktiv war.
Bereits während ihre Zeit als Gemeinderatsmitglied engagierte sie sich überregional für die Belange ihrer Partei. 1993 wählte die Plaid Cymru sie für den 1994 erstmals tagenden Europäischen Ausschuss der Regionen. Ebenso war sie Repräsentantin der Europartei Europäische Freie Allianz, deren Mitglied Play Cymru ist. Von 1994 bis 1996 hatte sie den Vorsitz (Chair) von Plaid Cymru inne, 2004 bis 2010 war sie stellvertretende Vorsitzende (Vice-Chair) der Partei, und von 2010 bis 2013 Präsidentin (President) von Plaid Cymru.

### Wechsel ins Europaparlament
1999 nominierte ihre Partei Evans für den ersten Listenplatz für die Europawahl 1999 im Europawahlkreis Wales. Bei den vier vorhergehend Wahlen zum Europäischen Parlament (1979, 1984, 1989, 1994) hatte es die Partei nicht geschafft ein Mandat für das Europaparlament zu erringen. Bei der Europawahl 1999 gewann die Partei überraschend 29,1 Prozent der Stimmen im Wahlkreis und damit zwei Mandate: Neben Jill Evans wurde auch Eurig Wyn gewählt. Evans und Wyn traten der Fraktion aus Grünen und Regionalisten Die Grünen/EFA bei, die sich wieder zusammengefunden hatte. Für die Fraktion war Evans in der 5. Legislaturperiode (1999–2004) Mitglied im Ausschuss für Beschäftigung und soziale Angelegenheiten sowie im Ausschuss für die Rechte der Frau und Chancengleichheit, zu deren stellvertretender Vorsitzenden sie gewählt wurde. Des Weiteren war sie stellvertretendes Mitglied im Ausschuss für Umweltfragen, Volksgesundheit und Verbraucherpolitik.
Bei der Europawahl 2004 verteidigte Evans das Mandat für Plaid Cymru mit 17,4 Prozent trotz starker Stimmverluste. Aufgrund des Beitritts zehn neuer EU-Länder war die Sitzansatz für den Europawahlkreis Wales von 5 auf 4 reduziert worden, sodass Plaid Cymru auch bei besseren Ergebnissen nur ein Mandat errungen hätte. In der 6. Legislaturperiode war Evans Mitglied für ihre Fraktion im Ausschuss für Umweltfragen, Volksgesundheit und Lebensmittelsicherheit. Zudem war sie stellvertretendes Mitglied im Ausschuss für regionale Entwicklung und im Ausschuss für die Rechte der Frau und die Gleichstellung der Geschlechter.
Nach der Europawahl 2009, bei der Evans 18,5 Prozent gewann und ebenfalls einzige Plaid Cymru-Abgeordnete im Parlament war, wählte ihre Fraktion Die Grünen/EFA sie zur Ersten stellvertretenden Vorsitzenden. Zudem wählte die Abgeordneten der Europäischen Freien Allianz Evans zur Vorsitzenden der Gruppe für die Legislatur. In der 7. Legislaturperiode (2009–2014) war Evans Mitglied im Ausschuss für Umweltfragen, öffentliche Gesundheit und Lebensmittelsicherheit. Des Weiteren war sie Mitglied im Ausschuss für Landwirtschaft und ländliche Entwicklung und im Ausschuss für die Rechte der Frau und die Gleichstellung der Geschlechter.
Bei der Europawahl 2014 gewann Evans erneut mit 15,26 Prozent ein Mandat für Plaid Cymru. In der 8. Legislaturperiode (2014–2019) wechselte Evans ihre Arbeitsschwerpunkt im Parlament und für ihre Fraktion Mitglied im Ausschuss für Kultur und Bildung, sowie stellvertretendes Mitglied im Ausschuss für Verkehr und Tourismus.
Bei der Europawahl 2019 verteidigte Evans ihr Mandat mit 19,6 Prozent, obwohl sie ursprünglich geplant hatte nicht mehr anzutreten. In der 9. Legislaturperiode (2019–2024) war sie für ihre Fraktion Mitglied im Ausschuss für regionale Entwicklung sowie stellvertretendes Mitglied im Ausschuss für Verkehr und Tourismus. Im Rahmen des Austritts des Vereinigten Königreichs aus der Europäischen Union verließ Evans das europäische Parlament zum 31. Januar 2020.

### Privat
Jill Evans ist seit 1992 mit dem walisischen Politiker Syd Morgan verheiratet. Sie leben in Evans Geburtsort Rhondda.